# Espinelves
Espinelves és un municipi de la comarca d'Osona, dins la subcomarca de les Guilleries, està situat al sud-est de la regió de l'Alt Ter i està al límit amb la comarca de la Selva, però pertanyent a la província de Girona.

## Història

### Fets del 1714
El 13 de gener de 1714, set-cents efectius borbònics es van allotjar a Arbúcies. Els abusos comesos per la soldadesca van motivar que, l'endemà al matí, sometents d'Espinelves i d'altres poblacions de l'entorn fessin una emboscada al destacament. L'atac es va produir a la rodalia d'Arbúcies i va provocar que uns cinc-cents soldats borbònics fossin capturats, mentre que la resta, malferits, van retrocedir fins a Hostalric. Poques jornades després, els presoners van ser restituïts a l'exèrcit de Felip V.
Com a represàlia pels fets ocorreguts, el 30 de març de 1714, un destacament borbònic encapçalat pels generals Tiberio Caraffa i Feliciano Bracamonte es va dirigir a Espinelves. Amb l'objectiu d'atemorir la població civil, el comandament va ordenar que els soldats entressin a sang i foc i la vila va ser saquejada i incendiada.

## Demografia
| 1497 f | 1515 f | 1553 f | 1717 | 1787 | 1857 | 1877 | 1887 | 1900 | 1910 |
| ------ | ------ | ------ | ---- | ---- | ---- | ---- | ---- | ---- | ---- |
| 33     | 14     | 12     | 116  | 302  | 525  | 462  | 470  | 421  | 447  |

| 1920 | 1930 | 1940 | 1950 | 1960 | 1970 | 1981 | 1990 | 1992 | 1994 |
| ---- | ---- | ---- | ---- | ---- | ---- | ---- | ---- | ---- | ---- |
| 470  | 481  | 435  | 445  | 436  | 296  | 257  | 226  | 175  | 175  |

| 1996 | 1998 | 2000 | 2002 | 2004 | 2006 | 2008 | 2010 | 2012 | 2014 |
| ---- | ---- | ---- | ---- | ---- | ---- | ---- | ---- | ---- | ---- |
| 175  | 180  | 179  | 182  | 189  | 199  | 191  | 192  | 201  | 196  |

| 2016 | 2018 | 2020 | 2022 | 2024 | 2026 | 2028 | 2030 | 2032 | 2034 |
| ---- | ---- | ---- | ---- | ---- | ---- | ---- | ---- | ---- | ---- |
| 201  | 206  | 221  | 248  | 254  | -    | -    | -    | -    | -    |

## Geografia
- Llista de topònims d'Espinelves (Orografia: muntanyes, serres, collades, indrets..; hidrografia: rius, fonts...; edificis: cases, masies, esglésies, etc).

## Llocs d'interès
- L'Arborètum de Masjoan.[2]

## Fires i festes
- Al desembre se celebra la Fira de l'Avet.
- Mercat d'Espinelves, el primer diumenge de cada mes.

Artesania, gastronomia, producte de proximitat, exposicions, música en directe, activitats infantils...

## Curiositats
- L'espècie d'avet Abies masjoanis és autòctona del municipi, concretament de la masia Masjoan, creada pel creuament entre les espècies Abies alba i Abies pinsapo
- El grup de música Blaumut va gravar-hi el videoclip de la cançó "Equilibri", de l'àlbum de títol homònim, a Espinelves.